# Brianne Bethel
Brianne Bethel, född 5 juli 1998, är en friidrottare från Bahamas. Hon deltog vid olympiska sommarspelen 2020.